# Герман фон Ганнекен
Герман Константін Альберт Юліус фон Ганнекен (нім. Hermann Konstantin Albert Julius von Hanneken; 5 січня 1890, Гота — 22 липня 1981, Герфорд) — німецький офіцер, генерал піхоти вермахту. Кавалер Лицарського хреста Хреста Воєнних заслуг з мечами.

## Біографія
19 березня 1908 року поступив на службу в піхоту. Учасник Першої світової війни, в 1917-18 роках — референт відділу Іноземні армії (розвідка) Польового Генштабу. Після демобілізації армії залишений у рейхсвері, служив у різних штабах. З 1 листопада 1930 по 1 квітня 1933 року — 1-й офіцер генштабу (начальник оперативного відділу), з 1 грудня 1934 по 20 липня 1937 року — начальник штабу Управління озброєнь сухопутних військ.
З 20 липня 1937 по 27 вересня 1942 року — представник Управління чотирирічного плану і генеральний уповноважений по сталеплавильній промисловості. Одночасно з 1 лютого 1938 по 27 вересня 1942 року — начальник 2-го відділу (сировина, енергетика, гірнича промисловість) Імперського міністерства економіки, в 1937-41 роках — член контрольних рад ряду концернів.
З 27 вересня 1942 по 27 січня 1945 року — командувач вермахтом в Данії. Займав більш непримириму позицію, ніж генеральний уповноважений Вернер Бест. Після прибуття в Копенгаген заявив, що має інструкцію «перетворити Данію на німецьку провінцію». 29 серпня 1943 року в Данії ввели надзвичайний воєнний стан і вся повнота влади перейшла до Ганнекена. Встановив режим відкритої окупації, інтернував рештки данських збройних сил , ввів комендантську годину і розпустив данську поліцію. За його розпорядженням була припинена діяльність короля, уряду і риксдагу.
8 травня 1945 року заарештований данською владою. 9 травня 1949 року виправданий данським судом і 18 липня звільнений.

## Звання
- Фенріх (19 березня 1908)
- Лейтенант (19 серпня 1909)
- Обер-лейтенант (24 липня 1915)
- Гауптман (15 липня 1918)
- Майор (1 лютого 1930)
- Оберст-лейтенант (1 квітня 1933)
- Оберст (1 квітня 1935)
- Генерал-майор (1 лютого 1938)
- Генерал-лейтенант (1 липня 1940)
- Генерал піхоти (1 грудня 1941)

## Нагороди
- Залізний хрест 2-го і 1-го класу
- Орден «За заслуги» (Баварія) 4-го класу з мечами
- Ганзейський Хрест (Гамбург)
- Хрест «За військові заслуги» (Брауншвейг) 2-го і 1-го класу
- Військовий Хрест Фрідріха-Августа (Ольденбург) 2-го і 1-го класу
- Хрест «За військові заслуги» (Австро-Угорщина) 3-го класу з військовою відзнакою
- Військова медаль (Османська імперія)
- Орден «За військові заслуги» (Болгарія), лицарський хрест
- Нагрудний знак «За поранення» в чорному
- Орден Святого Йоанна (Бранденбург), почесний лицар
- Почесний хрест ветерана війни з мечами
- Медаль «За вислугу років у Вермахті» 4-го, 3-го, 2-го і 1-го класу (25 років)
- Застібка до Залізного хреста 2-го і 1-го класу
- Хрест Воєнних заслуг 2-го і 1-го класу з мечами
- Німецький хрест в золоті (12 лютого 1944)
- Лицарський хрест Хреста Воєнних заслуг з мечами (21 грудня 1944)